# Moragården

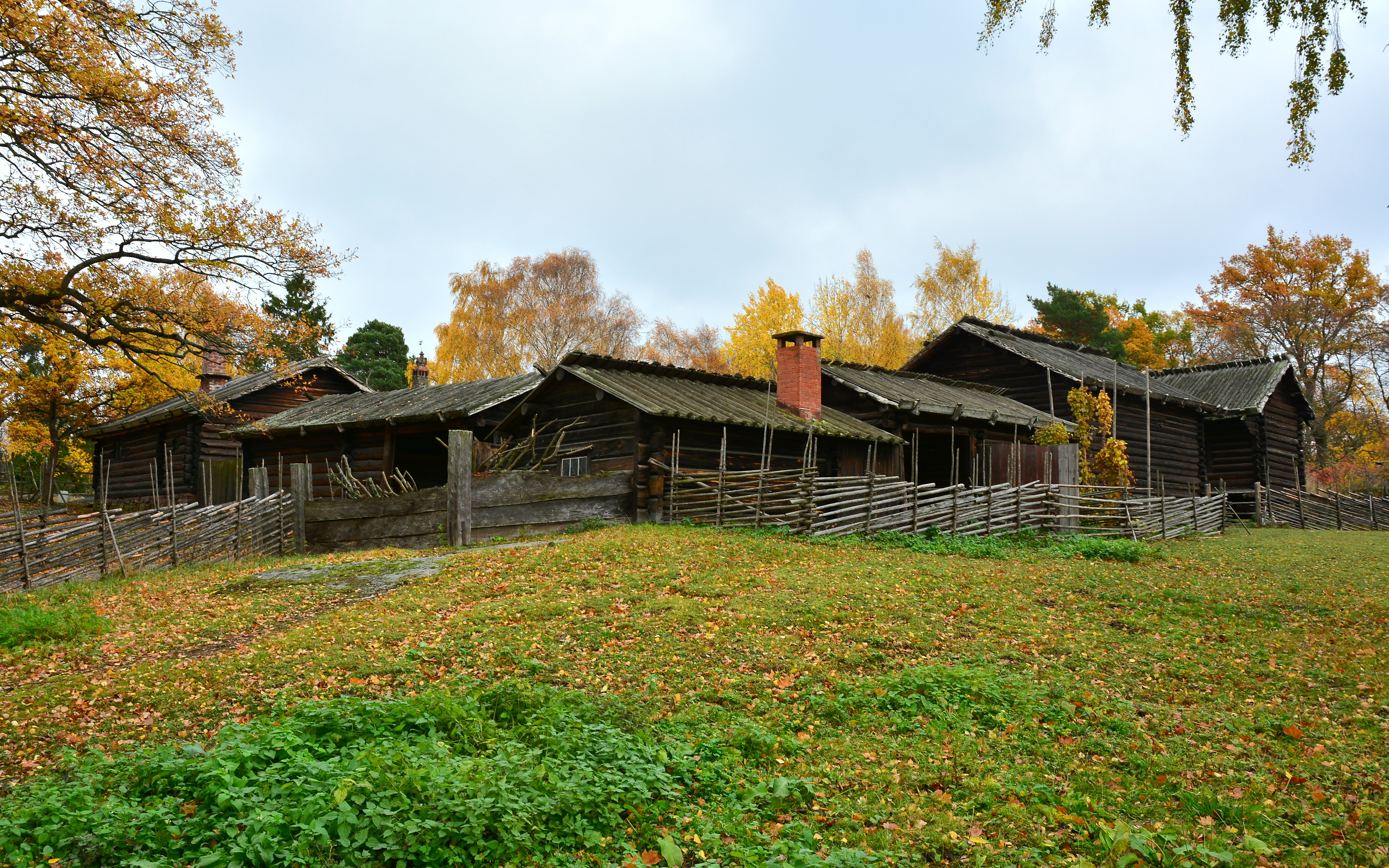
Moragården, ganz links das Altenteil, vorne mit Schornstein der Kuhstall

Moragården (deutsch Mora-Hof) ist ein Gebäudeensemble im Freilichtmuseum Skansen in Stockholm, Schweden. Die Holzhäuser stammen aus Mora und zwei Nachbargemeinden im Norden der historischen mittelschwedischen Provinz Dalarna. Sie wurden zwischen 1320 und 1850 erstmals errichtet. Das Haupthaus Morastugan kam als erstes Gebäude nach Skansen. Das Lagerhaus Dubbelbod aus den 1320er Jahren ist Skansens ältestes Haus.

## Geschichte

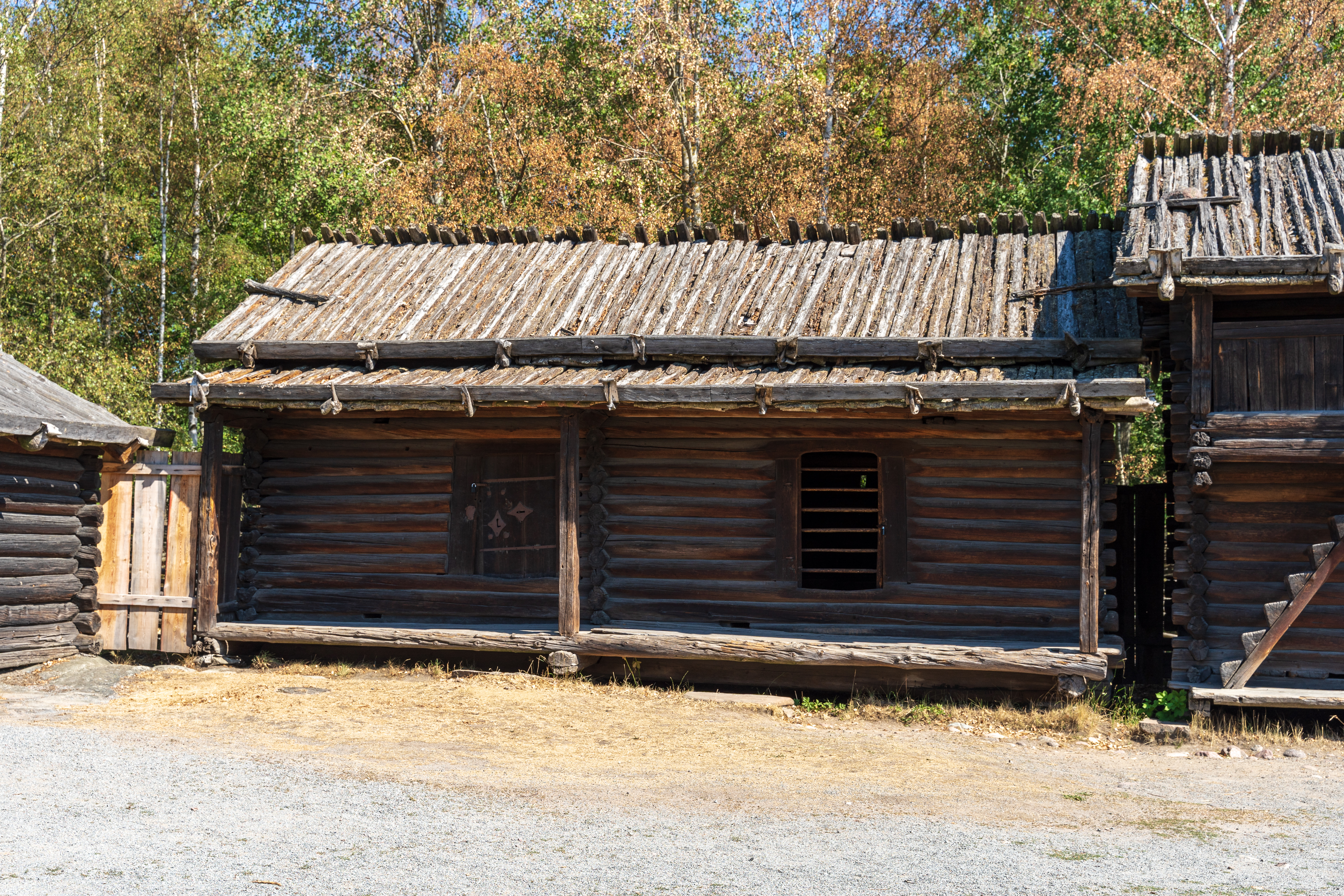
Das Lagerhaus Dubbelbod aus den 1320er Jahren

Obwohl die Wohnhäuser und der Stall jünger sind, vermittelt die Hofanlage ein gutes Bild davon, wie solche in Dalarna während der Wasazeit (16./17. Jahrhundert) aussahen. Durch Erbteilung und Landreform wurden die Parzellen der Bauernhöfe in Dalarna kleiner. Spätestens seit dem 17. Jahrhundert verdingten sich viele „Dalkarlar“, Männer wie Frauen, als Saisonarbeiter in anderen Provinzen. Viele Bauern, deren Hof nicht mehr zum Vollerwerb ausreichte, mussten ihre Familie durch Heimarbeit und Kleinhandel ernähren. Verschiedene Regionen Dalarnas spezialisierten sich auf unterschiedliche Arten von Kunsthandwerk. Dies waren Span- und Weidenkörbe, Haararbeiten, Vorratsgefäße, Pelze, Schmiedearbeiten, Uhrwerke oder auch die geschnitzten Dalapferde (Dalahästar) aus Nusnäs. Durch diese Nebentätigkeiten wurden die Bewohner der Dörfer voneinander abhängig und der Zusammenhalt wuchs. Die Handwerksprodukte wurden durch die Männer auf „Wanderungen“ (vandringar) verkauft, die ein Teil des Lebens in Dalarna wurden. Die Wanderungen gingen zunächst nach Nedre Dalarna (auch Dalabergslagen, dt. Nieder-Dalarna) und dann weiter in das übrige Schweden und zum Teil weit nach Europa.

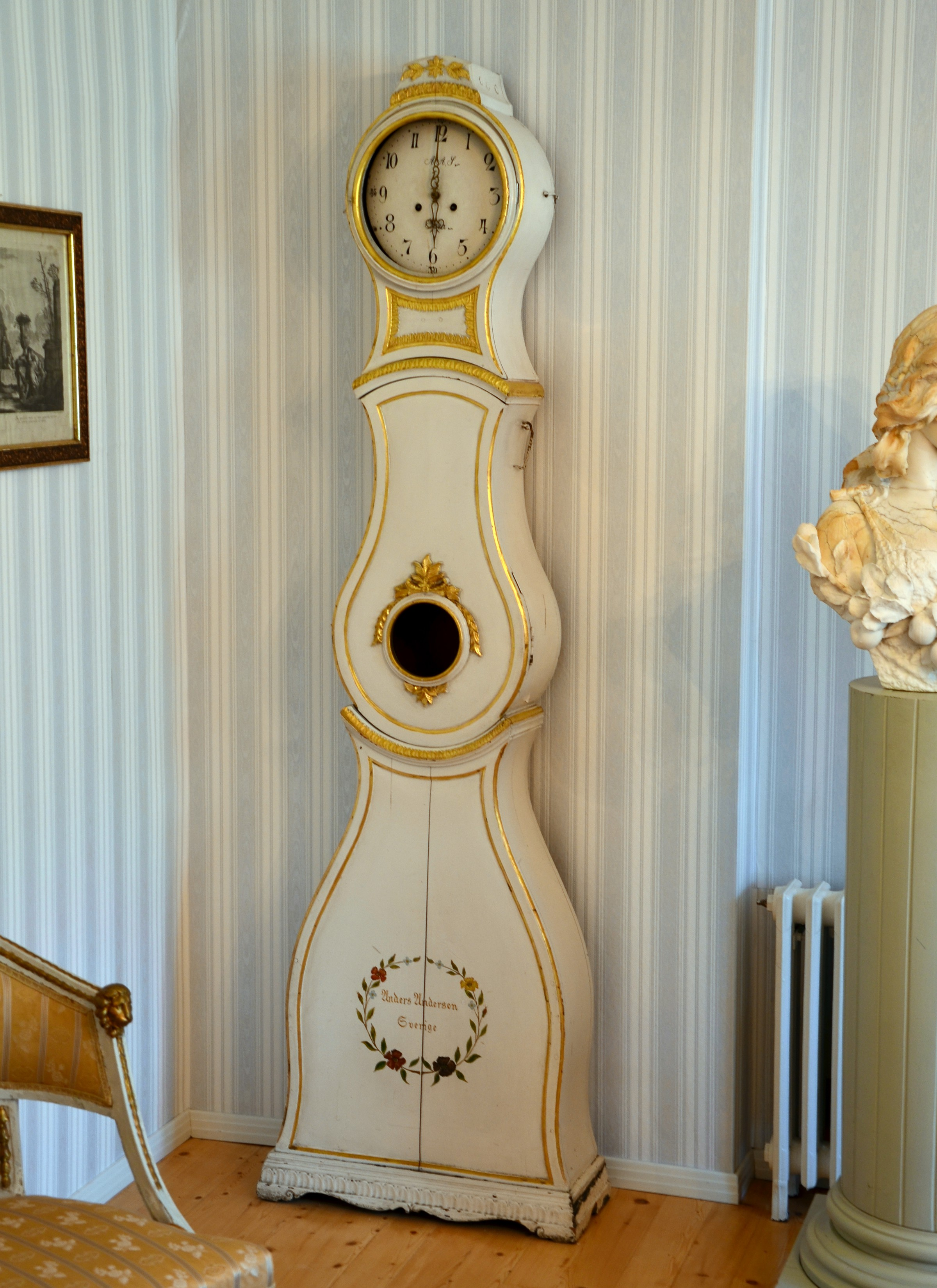
Mora-Uhr

Nachdem Christopher Polhem im Mai 1700 Stiernsunds manufacturwärk in Stjärnsund gründete, spezialisierten sich im 18. Jahrhundert das Dorf Östnor (heute Gemeinde Mora) und später die weitere Umgebung auf die Herstellung von Uhren. Rumbo Matts baute dort das erste Verlagssystem für die Produktion der Moraklocka (Mora-Uhr) auf. Der Verleger lieferte Gussteile für die Zahnräder oder Zeiger. Die Heimarbeiter oder Gruppen von ihnen stellten den Rahmen her und montierten die Uhrwerke. Die Holzverkleidung mit ihrer Bemalung wurde wie die Dalapferde in Nusnäs hergestellt. In guten Jahren wurden in Östnor und Umgebung bis zu 1000 Uhrwerke hergestellt. Als in der zweiten Hälfte des 19. Jahrhunderts der Absatz stagnierte, begann Rumbo Matts mit der Produktion von Nähmaschinen.
Die Morastugan wurde 1885 von Artur Hazelius erworben und bis zum Eröffnungsjahr 1891 im Skansen wieder aufgebaut. Bei der Errichtung der Gesamtanlage wurde die Morastugan um fünfzig Meter versetzt. Der Getreidespeicher aus Färnäs kam 1897 vom Hof Finnperosgården nach Skansen und wurde erst 1929 wieder aufgestellt. Sigurd Erixon ergänzte die weiteren Bauwerke der Anlage in den 1920er Jahren. Die letzten Gebäude, wie die Back-Mats stuga, wurden 1930 wieder aufgestellt.

## Beschreibung

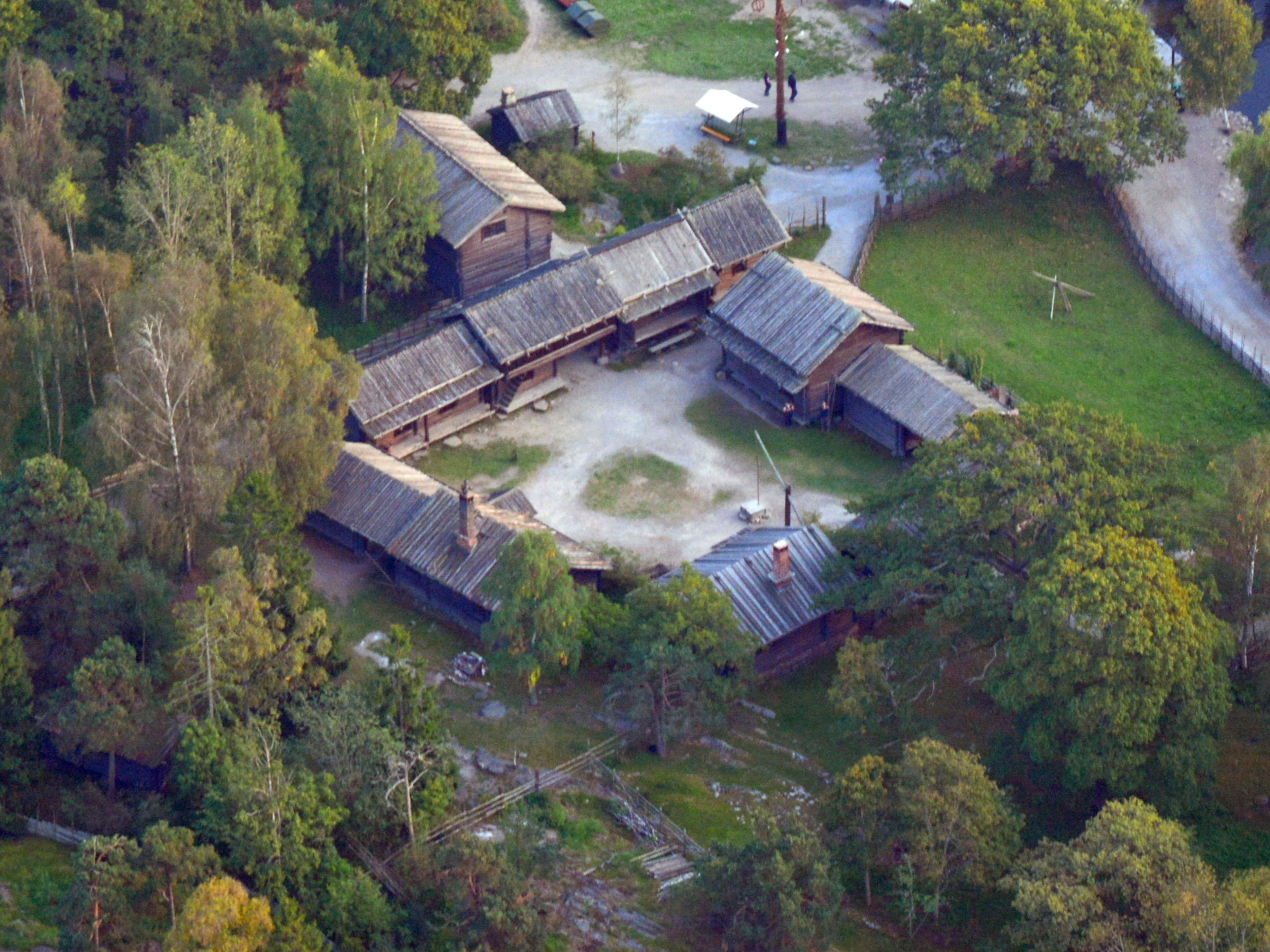
Luftbild der Vierseithofs

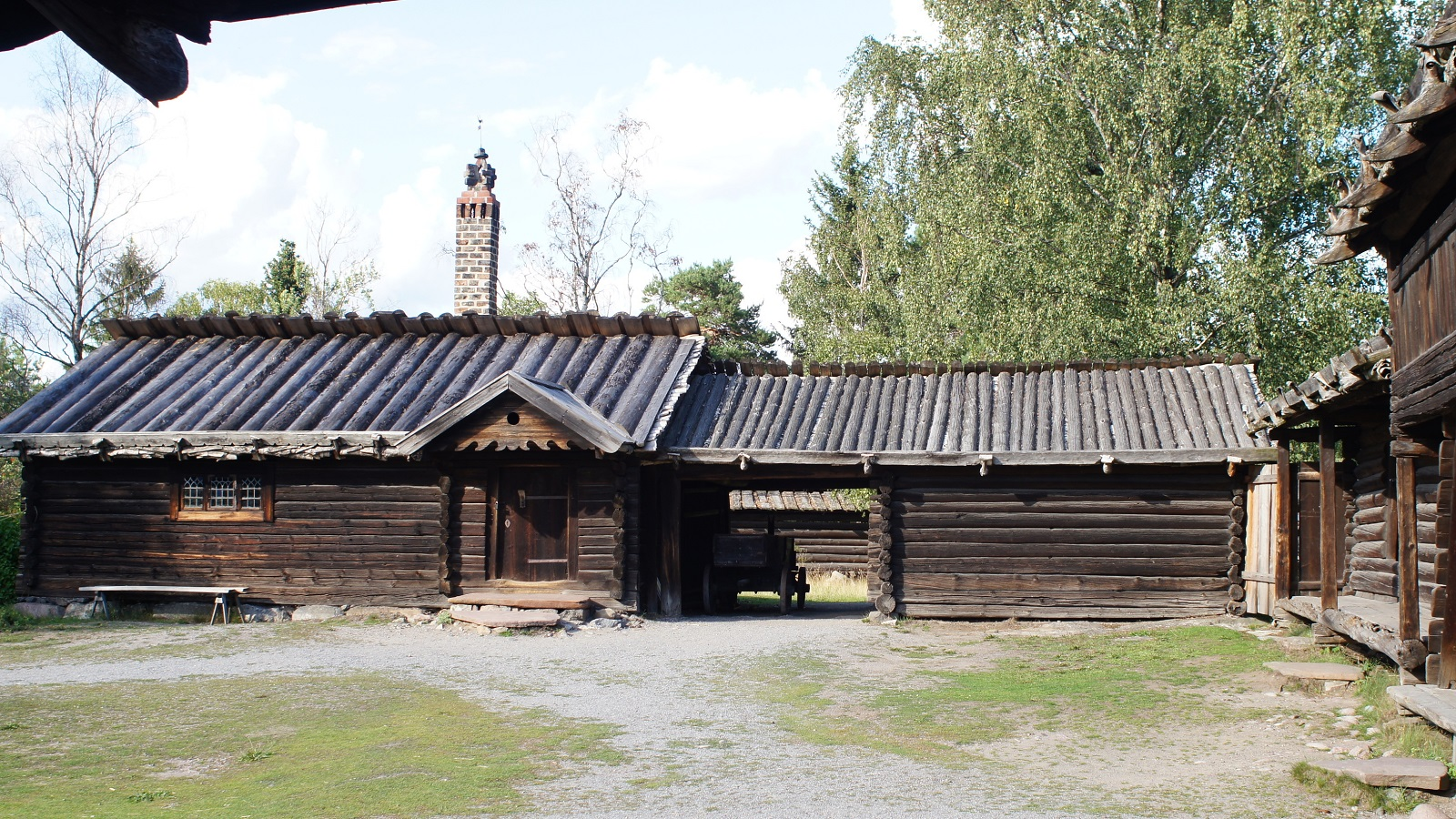
Haupthaus Morastugan mit Stall

Das Ensemble des Moragården ist als Vierseithof angelegt und besteht aus zwei Wohnhäusern, zwei Ställen, einer Scheune und weiteren Nebengebäuden.

### Die Hofanlage im Uhrzeigersinn von Norden nach Westen
Nordseite
- Das Wohnhaus Morastugan oder Bostadshus stammt aus dem Dorf Östnor (Gemeinde Mora) und wurde in der Mitte des 18. Jahrhunderts errichtet. Auf dem Bullasgården der Familie Krång diente es bis 1891 als Altenteil. Es besteht aus einem größeren Raum, einem kleinen Zimmer und dem Windfang. In dem großen Raum wurde gekocht und gegessen, verschiedene Hausarbeiten wurden erledigt und dort schlief der ganze Haushalt während der Winterzeit. In den Sommermonaten boten auch die Lagergebäude Schlafmöglichkeiten. Auf der Werkbank am Fenster übten die ehemaligen Bewohner das Uhrmacherhandwerk aus.
Über der Haustür befindet sich ein abgestütztes Vordach, das in dieser Forme kräva (dt. Kropf) genannt wurde. Das Gebäude hat einen Schornstein mit einer eisernen Windfahne in Form eines Hahns. Er ist oben in kronenartiger Form gemauert, wie es in der Gegend um den Siljan üblich war. Gegen den Sockel aus unvermörteltem Naturstein ist das Holzhaus mit Birkenrinde und Papier isoliert. Das Haus ist 8,3 Meter lang und 6,0 Meter breit. Die Längsseiten haben je zehn Lagen von Stämmen, der Giebel 17.[3][2]
- Stall von Bergkarlås (Gemeinde Mora) mit einer Remise, Mitte des 17. Jahrhunderts.[3]

Ostseite

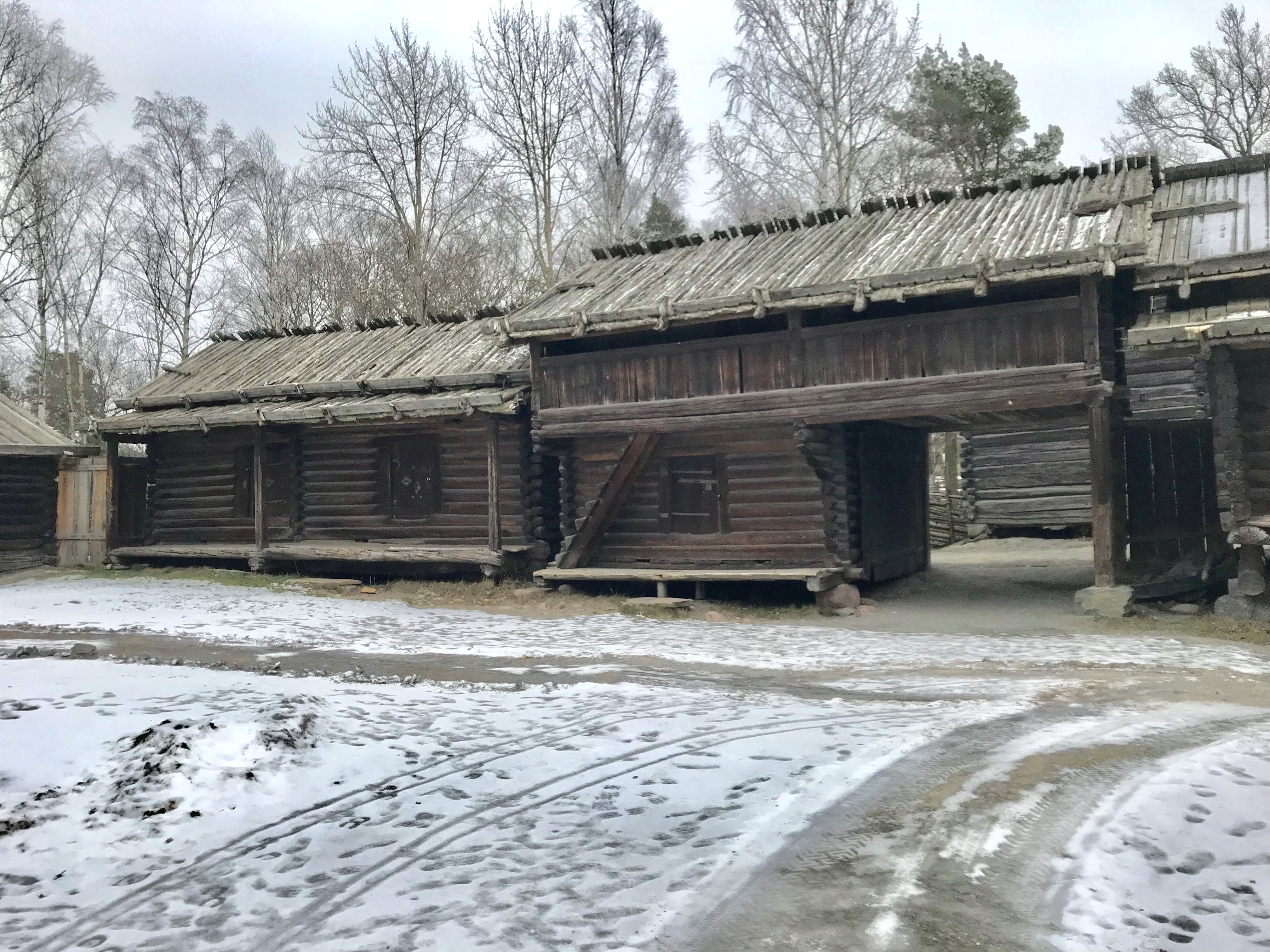
Dubbelbod (um 1320) und Loftbod (1574)

- Das zweigeteilte Lagerhaus (Dubbelbod) für die Vorräte stammt vom Erkasjärs-Hof in Idbäcks (Gemeinde Malung). Das Blockhaus in alter Bauweise ist das älteste Gebäude des Skansen und wurde in Idbäcks „Heidenhaus“ genannt. Die Stämme wurden nach dendrochronologischer Untersuchung im Winter 1323/24 gefällt. Das Gebäude hat ein Vordach; seine beiden Räume sind nicht miteinander verbunden.[3]
- Das zweistöckige Lagerhaus (Loftbod) mit Außentreppe und Durchfahrt stammt vom Kolgården in Bergkarlås. Eine Inschrift lautet „WMHM 1574“ und gibt vermutlich das Entstehungsjahr an.[3]
- Zweistöckiger Getreidespeicher (Härbre) von Färnäs mit einem Vordach, das dicht unter dem eigentlichen Dach angesetzt ist, auf 1595 datiert.[3]
- Zweistöckiger Getreidespeicher (Härbre) vom Viehhof Boggården in Säs bei Mora, auf 1589 und 1591 datiert.[3]

Südseite

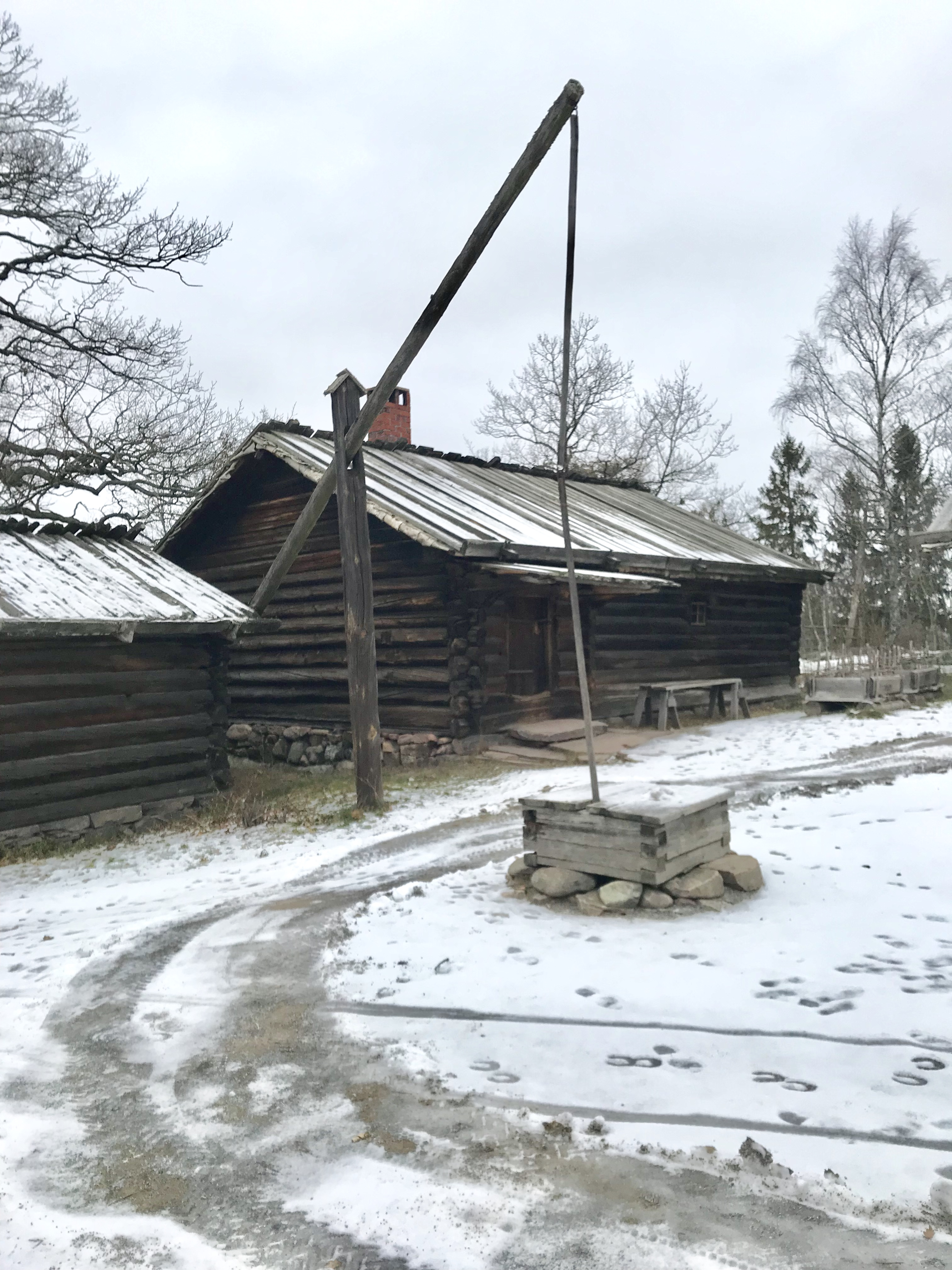
Brunnen und Altenteil

- Tenne (Trösklada oder Vikaladan) von Norra Vika (Gemeinde Mora), Türsturz mit 1585 datiert.[3]
- Futterspeicher (Foderboden oder Sädeslada) von Noret (Gemeinde Mora).[3]
- Der Kuhstall (Fähus) ist die Kopie eines Stalls aus Noret, der nach Skansen transportiert wurde, aber wegen seines Zustands nicht wieder aufgebaut werden konnte. Er besitzt einen gemauerten Schornstein und ein Vordach, unter dem Brennholzvorräte gelagert werden können. Die Dacheindeckung mit maschinengesägten Brettern stammt vermutlich aus den 1930er Jahren.[3][5]
- Misthaufen (Dyngstaden) von Noret; er kann durch Bretter erhöht werden, die in geschlitzte Balken gesteckt werden.[3]

Westseite
- Kellerspeicher (Källarbod) mit einer Remise.[3]
- Ziehbrunnen mit Schwingbaum. Der Brunnenschacht ist rund und besteht aus Trockenmauerwerk. Aufgesetzt ist ein quadratischer Holzkasten mit Schwalbenschwanzverbindung. Sigurd Erixon beschreibt 1930 auch mit Holzschindeln verkleidete Brunnen in Östnor.[3][6]
- Das Altenteil die sogenannte Back-Mats stuga stammt vom Back-Mats-Hof im Dorf Knås bei Venjan. Das 1755 datierte Haus ist wie das Haupthaus angelegt. Das Gebäude hat einen aus Ziegeln gemauerten Schornstein. Über dem Eingang befindet sich ein kleines Vordach. Hier wurde die Herstellung von Kochgeschirr als Handwerk betrieben.[3][4]

Die Hofanlage gilt als Museumsgebäude (Museal byggnad) und hat die „Primus ObjektId“ 67273 und die „Skansen Primus Identifikationsnummer“ SKABYG.00305.

### Bauweise

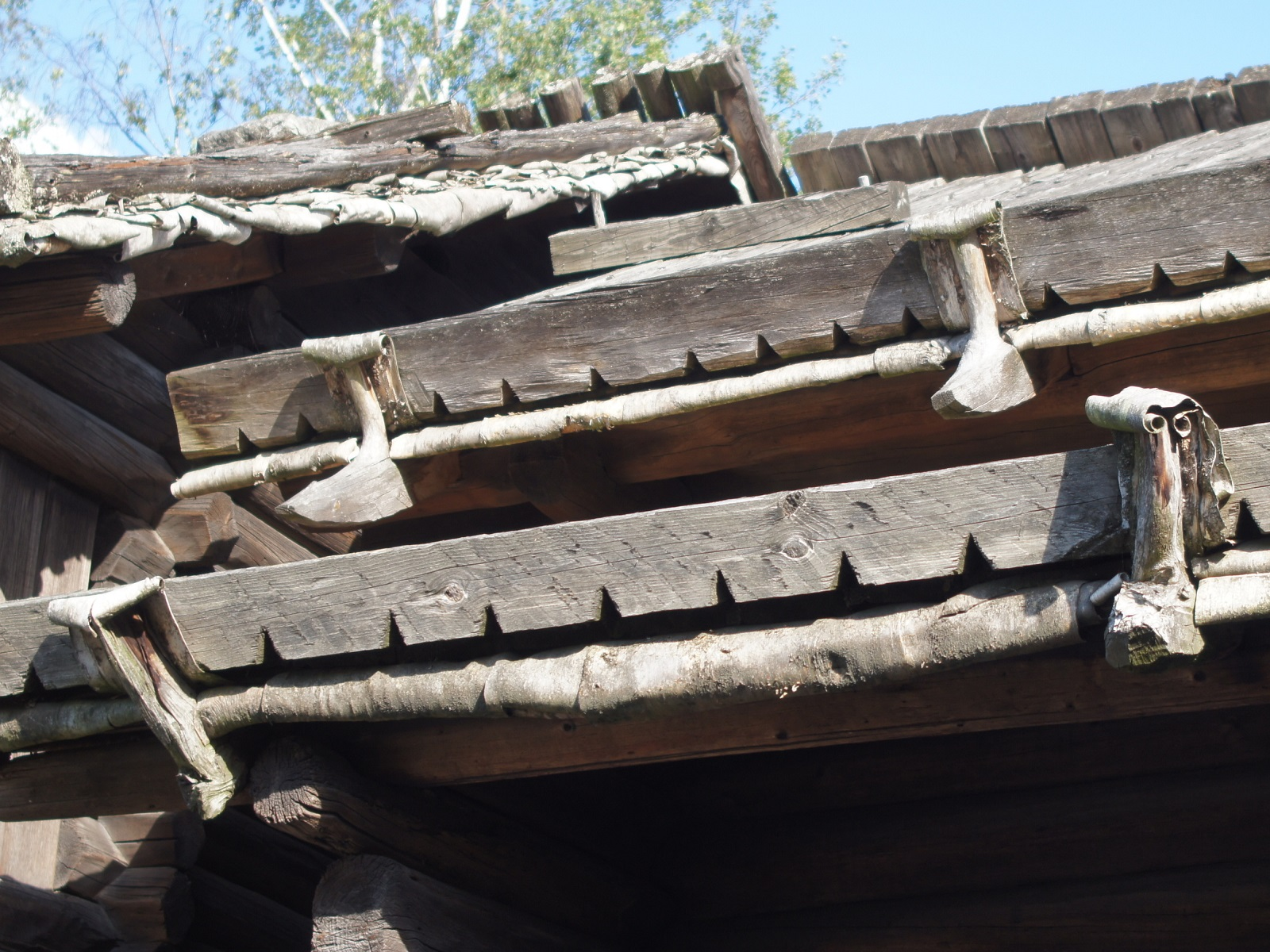
Dachkonstruktion mit Birkenrinde und „Krähenfüßen“ von Färnäs-Härbre und Dubbelbod (oben links)

Die Holzhäuser des Moragårdens sind aus Kiefernholz in Blockbauweise errichtet. Unterschiede in der Eckverkämmung zeigen die Entwicklung und das hohe Niveau der nordschwedischen Zimmermannskunst vom 14. bis zum 18. Jahrhundert. Keines der Gebäude ist bemalt. Die eingeschossigen Wohnhäuser sind als „Enkelstugan“ (auch „Morastugan“) eine Weiterentwicklung des Einraumhauses. Sie haben einen asymmetrischen dreiteiligen Grundriss mit dem Eingang an einer langen Seite. Hinter diesem befinden sich der Windfang und ein kleines Zimmer, das vom großen Hauptraum zu erreichen ist.
Alle Gebäude der Hofanlage haben Satteldächer und sind mit Birkenrinde gedeckt und abgedichtet. Die Schneelasten werden durch Baumstämme, Bretter, Rundhölzer (Loftbod) oder rechteckige Leisten (Färnäs-Härbre) abgefangen. Die Abdeckung steht einseitig am Dachfirst über. Das Haupthaus (Morastugan) ist mit Brettern und darüber überlappend mit Stammabschnitten gedeckt. Der nebenstehende Stall zeigt nur Stammabschnitte, die die Birkenrinde nicht vollständig bedecken (siehe Foto oben). Die Sparren sind meist zugespitzt und haben meist Astansätze, die als Haken Querbalken abstützen. Diese Astansätze sind ebenfalls mit Birkenrinde gegen Witterungseinflüsse geschützt (siehe Foto rechts). Sie werden in Schweden auch als kråkfötter (Krähenfüße) bezeichnet. Das heutige Haupthaus ist zusätzlich mit Teerpappe abgedichtet.